# ورنر رولفینک
ورنر رولفینک (آلمانی: Werner Rolfinck؛ ۱۵ نوامبر ۱۵۹۹ – ۶ مهٔ ۱۶۷۳) یک دانشمند در زمینه پزشکی، گیاه‌شناسی، شیمی، و فلسفه اهل آلمان بود.